# Dobrčice
Dobrčice település Csehországban, Přerovi járásban. Dobrčice Stará Ves, Kostelec u Holešova, Beňov, Přestavlky és Horní Moštěnice településekkel határos. Lakosainak száma 232 fő (2024. január 1.).

## Népesség
A település lakosságának változását az alábbi diagram mutatja:
| Lakosok száma | 293  | 273  | 343  | 279  | 208  | 199  | 230  | 222  | 223  | 232  |
|               | 1869 | 1890 | 1921 | 1950 | 1980 | 2001 | 2017 | 2019 | 2022 | 2024 |